# Tuvalu a 2020. évi nyári olimpiai játékokon
Tuvalu a japán Tokióban megrendezett 2020. évi nyári olimpiai játékok egyik részt vevő nemzete volt. Az országot az olimpián 1 sportágban 2 sportoló képviselte, akik érmet nem szereztek.

## Atlétika
Férfi
| Versenyző                  | Versenyszám | Selejtező | Selejtező | Selejtező | Előfutam | Előfutam | Előfutam | Elődöntő | Elődöntő | Elődöntő | Döntő   | Döntő    |
| Versenyző                  | Versenyszám | Idő       | Hely.     | Össz.     | Idő      | Hely.    | Össz.    | Idő      | Hely.    | Össz.    | Idő     | Helyezés |
| -------------------------- | ----------- | --------- | --------- | --------- | -------- | -------- | -------- | -------- | -------- | -------- | ------- | -------- |
| Karalo Hepoiteloto Maibuca | 100 m       | 11,42     | 9.        | 26.       | kiesett  | kiesett  | kiesett  | kiesett  | kiesett  | kiesett  | kiesett | kiesett  |

Női
| Versenyző     | Versenyszám | Selejtező | Selejtező | Selejtező | Előfutam | Előfutam | Előfutam | Elődöntő | Elődöntő | Elődöntő | Döntő   | Döntő    |
| Versenyző     | Versenyszám | Idő       | Hely.     | Össz.     | Idő      | Hely.    | Össz.    | Idő      | Hely.    | Össz.    | Idő     | Helyezés |
| ------------- | ----------- | --------- | --------- | --------- | -------- | -------- | -------- | -------- | -------- | -------- | ------- | -------- |
| Matie Stanley | 100 m       | 14,52     | 8.        | 26.       | kiesett  | kiesett  | kiesett  | kiesett  | kiesett  | kiesett  | kiesett | kiesett  |